# Kasselburg
Die Kasselburg ist die Ruine einer Höhenburg auf einem 490 Meter hohen Basaltstock in Pelm bei Gerolstein im rheinland-pfälzischen Landkreis Vulkaneifel.

## Beschreibung

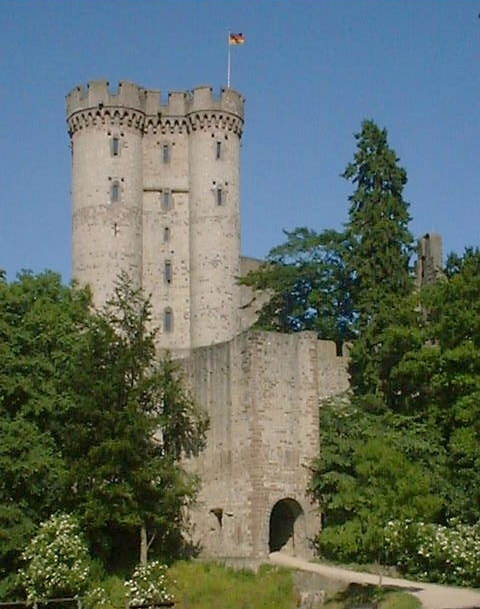
Tor- und Wohnturm der Kasselburg

Das heute noch erhaltene Wahrzeichen der Kasselburg ist ihr 37 Meter hoher, als Doppelturm ausgeführter Tor- und Wohnturm, dessen Ursprünge nicht genau geklärt sind. Bisher wurde angenommen, dass ihn die Herren von Blankenheim kurz nach 1335 errichteten, doch haben baukundliche Forschungen gezeigt, dass der Turm in mehreren Bauphasen entstanden ist und somit nicht nur einem Bauherrn zugeschrieben werden kann. Vermutlich verlor das Tor mit dem Ausbau der Burg ab 1452 seine sichernde Funktion. Aus jener Zeit datiert die weitläufige Vorburg mit ihren Burgmannenhäusern und Wirtschaftsbauten.
Der Doppelturm, der Besuchern offensteht und eine gute Aussicht auf die Umgebung bietet, ist trotz seiner Größe nicht der Bergfried. Letzterer, um 1200 erbaut, ist kleiner und steht im östlichen Teil der Kernburg. Er hat einen quadratischen Grundriss und wurde im 14. Jahrhundert zu einem Wohnturm aufgestockt.
Ebenfalls ein Teil der Kernburg ist der fast 33 Meter lange Palas, der auch aus dem 14. Jahrhundert stammt.

## Geschichte

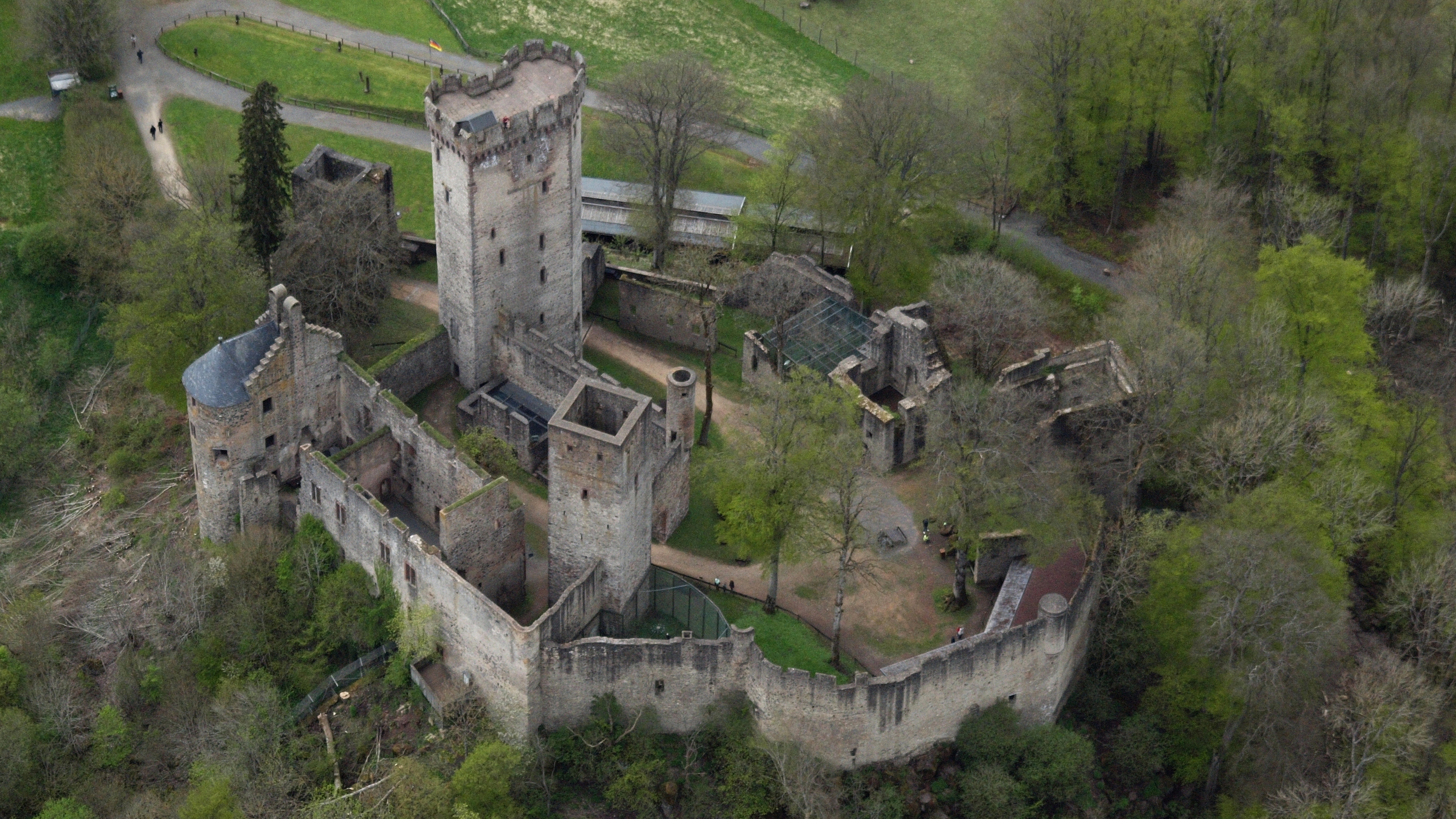
Kasselburg, östliche Ansicht, Luftaufnahme (2015)

Die Burg wurde im 12. Jahrhundert errichtet. Ihre Bauherren waren möglicherweise die Herren von Castel, was jedoch nicht gänzlich sicher ist. Urkundlich erwähnt wird die Burg erstmals 1291 als Castilburg, 1314 wird sie Castelberch genannt.
Die Burg wurde im Spätmittelalter zum Mittelpunkt der reichsunmittelbaren Herrschaft Kasselburg. Wer vor 1335 Besitzer der Anlage war, ist nach dem derzeitigen Stand der Forschung nicht geklärt. Fest steht jedoch, dass Gerhard V. von Blankenheim im Zuge einer Erbteilung in jenem Jahr ihr Eigentümer wurde und damit die Linie Blankenheim-Kasselburg begründete. Derweil in den Reichsgrafenstand erhoben, starb 1406 mit Graf Gerhard VII. diese Linie der Blankenheimer aus, und die Anlage gelangte durch Heirat an Wilhelm I. von Loen zu Heinsberg.
Es folgten weitere Besitzer, so zum Beispiel die Grafen von der Mark, die Herzöge von Arenberg und die Kurfürsten von Trier. Viele Interessensgruppen beanspruchten im Laufe der Geschichte die Kasselburg für sich, so dass im Jahr 1674 das Reichskammergericht zu Wetzlar angerufen wurde, um den Besitzstreitigkeiten ein Ende zu bereiten. Als die Richter die Burg den Herzögen von Arenberg zusprachen, dienten die Gebäude schon kurz darauf als Kaserne für die Herzöglich Arenbergische Artillerie. Damit begann der Verfall der Anlage: Im 18. Jahrhundert war sie zwar vorübergehend noch Sitz eines arenbergischen Försters, doch schon 1744 wird sie als modo, verfallen, bezeichnet.
Nachdem Frankreich die Burg 1794 beschlagnahmt hatte, kam sie 1815 in preußischen Besitz. Ein Anstoß zur Rettung der Ruine kam 1838 unerwarteterweise von König Friedrich Wilhelm IV. Nach einem Besuch regte er Instandsetzungsarbeiten an, und nach der Fertigstellung der Eisenbahnlinie Köln–Trier spendete die Eisenbahngesellschaft 1000 Taler zur Erschließung des damals schon berühmten Doppelturmes, um ihren Fahrgästen „etwas zu bieten“.
Zu Beginn des 20. Jahrhunderts nahm die staatliche Denkmalpflege weitere Restaurierungen vor. Auch die staatliche Schlösserverwaltung Rheinland-Pfalz, die 1946 Eigentümerin der Kasselburg wurde, ließ Erhaltungsmaßnahmen durchführen. Inzwischen untersteht die Anlage der Obhut der Direktion Burgen, Schlösser, Altertümer der Generaldirektion Kulturelles Erbe Rheinland-Pfalz, seit 1998 Nachfolgeorganisation der staatlichen Burgen- und Schlösserverwaltung Rheinland-Pfalz.

## Adler- und Wolfspark Kasselburg
Die Burg wird umgeben und durchdrungen vom Adler- und Wolfspark des Landkreises Vulkaneifel, dem auch die direkte Betreuung der Burganlage obliegt. „Durchdrungen“ daher, da sie die Käfige für die verschiedenen Greifvögel des Parks enthält, die in die Ruinen der Kernburg eingepasst wurden. Die Kasselburg ist wie der Adler- und Wolfspark mit Ausnahme der Raubtiergehege für Besucher zugänglich und es findet täglich (außer montags) eine Fütterung der Timberwölfe und Polarwölfe sowie eine Greifvogel-Flugschau statt.